# Große Luppe
Koordinaten: 50° 48′ 15″ N, 10° 57′ 19″ O
Das Naturschutzgebiet Große Luppe liegt im Ilm-Kreis in Thüringen. Das Gebiet erstreckt sich östlich von Siegelbach, einem Ortsteil der Stadt Arnstadt. Westlich des Gebietes verläuft die Landesstraße L 3004 und östlich die L 1047. Westlich fließt die Gera, ein rechter Nebenfluss der Unstrut. Südwestlich erstreckt sich das 152,2 ha große Naturschutzgebiet (NSG) Ziegenried, westlich das 58,1 ha große NSG Gottesholz und nordöstlich  das 101,9 ha große NSG Hain.

## Bedeutung
Das 30,4 ha große Gebiet mit der Kennung 57 wurde im Jahr 1961 unter Naturschutz gestellt. 